# Illobrand von Ludwiger

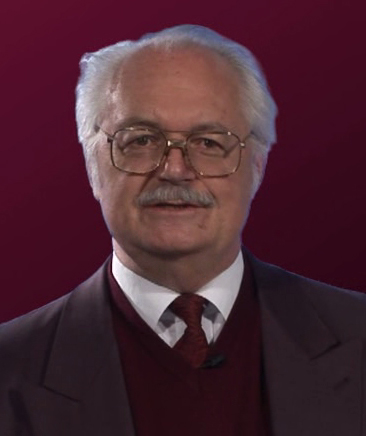
Illobrand von Ludwiger, 2009

Illobrand von Ludwiger (* 20. Juli 1937 in Stettin; † 5. Juli 2023) war ein deutscher Buchautor, bekannt durch seine Veröffentlichungen zum UFO-Phänomen (teilweise unter dem Pseudonym Illo Brand).

## Leben
Von Ludwiger studierte in Hamburg, Erlangen und Göttingen Physik. Neben dem Studium war er zwei Jahre an der Universitätssternwarte in Bamberg tätig und erwarb 1964 an der Universität Erlangen sein Diplom als Physiker. Er arbeitete als Systemanalytiker in der Luft- und Raumfahrtindustrie unter anderem für die EADS und in militärischen Projekten in den USA, Frankreich und England.
1974 gründete er die zentraleuropäische Sektion der US-amerikanischen UFO-Gesellschaft Mutual UFO Network (MUFON), die MUFON-CES in Feldkirchen-Westerham. Dies ist eine private Vereinigung von Wissenschaftlern zur Untersuchung unidentifizierbarer Flugobjekte.
Im Mai 2014 legte er den Vorsitz nieder und trat aus der Organisation aus.
Von Oktober 2014 bis zu seinem Tod im Juli 2023 hat Illobrand von Ludwiger die von ihm neu gegründete „Interdisziplinäre Gesellschaft zur Analyse anomaler Phänomene e. V.“ (IGAAP) geleitet.
Von Ludwiger war Autor zahlreicher Bücher und Zeitschriftenbeiträge vor allem zum UFO-Phänomen. Er vertrat dabei die These, dass sich manche UFO-Erscheinungen nicht auf bekannte irdische Ursachen zurückführen lassen und sich dies auch wissenschaftlich belegen lässt. In Anerkennung seiner langjährigen Untersuchung der UFO-Phänomene erhielt er 1990 den Dr.-A.-Hedri-Preis der privaten Schweizer Hedri-Stiftung.
Seit 1999 war von Ludwiger im Ruhestand.
Von Ludwiger starb am 5. Juli 2023, wenige Tage vor seinem 86. Geburtstag.

## Veröffentlichungen
- Heimsche einheitliche Quantenfeldtheorie. Resch Verlag, 1981, ISBN 3853820158
- Der Stand der UFO-Forschung. Zweitausendeins Verlag, 1992, ISBN 3861500574
- Ufos, Zeugen und Zeichen. Edition q Verlag, 1995, ISBN 978-3861241737
- Unidentifizierte Flugobjekte über Europa. Herbig Verlag, 1999, ISBN 978-3776621105
- UFO – die Beweise für ein Phänomen (Audiobook). Komplett-Media-Verlag, 2004, ISBN 978-3831260782
- Das neue Weltbild des Physikers Burkhard Heim. Komplett-Media-Verlag, 2006, ISBN 978-3831203451
- Anomalien in der Wissenschaft. Fachbereich: Wissenschaftstheorie (Audiobook). Komplett-Media-Verlag, 2007, ISBN 978-3831261444
- UFOs – die unerwünschte Wahrheit. Kopp Verlag, Rottenburg 2009, ISBN 978-3938516843
- Führung durch die wichtigste englisch- und deutschsprachige Literatur als Anleitung zur UFO-Forschung. S. 116–221, In: Beiträge zur UFO-Forschung aus Geschichte, Biologie und Physik, MUFON-CES – Bericht Nr.12, 2009
- Burkhard Heim – Das Leben eines vergessenen Genies. Scorpio, München 2010, ISBN 978-3-942166-09-6.
- Unsere 6 Dimensionale Welt. Verlag Komplett-Media, München 2012, ISBN 978-3-8312-0390-1.
- Unsterblich in der 6-Dimensionalen Welt. Komplett-Media, München 2013, ISBN 978-3-8312-0394-9.
- Ergebnisse aus 40 Jahren UFO-Forschung. Kopp Verlag, Rottenburg 2015, ISBN 978-3-86445-183-6
- Feurige Zeichen aus höheren Dimensionen. Komplett-Media, München 2018, ISBN 978-3-8312-0467-0
- "Zum Tode des Physikers Burkhard Heim", Nachruf von I.v.Ludwiger zum Tode Burkhard Heims (pdf, 16 Seiten, 2001; 436 kB) (Archivlink)
- "Heim's Theory of Elementary Particle Structures", Artikel von T. Auerbach und I.v.Ludwiger aus dem Journal of Scientific Exploration, 1992, Bd. 6, Nr. 3, S. 217–231 (PDF, abgerufen am 24. Februar 2009; 216 kB)

## Mitwirkung in TV-Dokumentationen
- Arte Themenabend UFOs in der Wissenschaft – Einem Rätsel auf der Spur, ARTE März 1996
- UFOs – und es gibt sie doch!. ARD/NDR, 1994
- Ufos, Lügen und der Kalte Krieg. ARTE, 2005
- Welt der Wunder: Ufo-Ernstfall in Deutschland. Pro7, 2007
- UFOs – Sie sind da!. DVD, TWA-Film, 2009
- (R)Evolution 2012.  DVD, scorpio, 2009